# Holnæs Fyr
Holnæs Fyr (dansk) eller Leuchtturm Holnis (tysk) er et tysk fyr beliggende ved Flensborg Fjord i Skovsende på halvøen Holnæs i Lyksborg i det nordlige Tyskland. 
Fyrtårnet blev bygget i årene 1964 - 1967 og erstattede et ældre fyr fra 1896. Det nye fyr er udført i stålbeton og malet rød-hvid. Blinkfyret har en højde på 26,8 meter, mens lyset er selv ved 31,9 meter over havets overflade. Lysperioden pr. minut er 6 sekunder. Lyskilden er en halogenlampe på 1000 watt. Fyret er automatiseret og derfor uden mandskab. Det styres fra den tyske søfartsstyrelse (Wasser- und Schifffahrtsamt) i Lübeck-Travemünde.